# غل تبة (شمس أباد)
غل تبة (بالفارسية: گل تپه) هي قرية تقع في إيران في مركزي. يقدر عدد سكانها بـ 100 نسمة .